# Яблунівка (Квітнева сільська громада)
Яблуні́вка (до 08.04.1963 року Мала Чернявка) — село в Україні, у Житомирському районі Житомирської області, Входить до складу Квітневої сільської громади. Населення становить 140 осіб.

## Населення

### Мова
Розподіл населення за рідною мовою за даними перепису 2001 року:
| Мова       | Відсоток |
| ---------- | -------- |
| українська | 92,14%   |
| російська  | 7,86%    |

## Географія
Село розташоване на лівому березі річки Унава.

## Відомі особи
- Поканевич Валерій Володимирович (1950—2012) — засновник приватного вишу «Київський медичний університет». Народився в Яблунівці.